# Jarrett Park
Jarrett Park es un estadio de usos múltiples en Montego Bay, Jamaica. Tiene una capacidad de 4000 personas.
Actualmente se utiliza por el club de fútbol local Montego Bay. El estadio también ha sido utilizado por la Selección de fútbol de Jamaica, por última vez en la Copa del Caribe de 2008.